# Paulo Almeida
Paulo Almeida Santos (ur. 20 kwietnia 1981 w Itarantim) – brazylijski piłkarz, występujący na pozycji defensywnego pomocnika.

## Kariera klubowa
Paulo Almeida rozpoczął piłkarską karierę w Santosie FC w 2001 roku. Z Santosem zdobył mistrzostwo Brazylii 2002 i 2004 roku. W 2004 wyjechał do Europy do Benfiki Lizbona.
Z Benfiką zdobył mistrzostwo Portugalii 2005, choć Paulo Almeida był rezerwowym i zagrał tylko w sześciu meczach ligowych. Także w następnym sezonie nie mógł wywalczyć miejsca w podstawowym składzie Benfiki, co spowodowało przesunięcie do trzecioligowych rezerw. W 2006 powrócił do ojczyzny do Corinthians Paulista. W 2007 przeszedł do drugoligowej FC Coritiba. W 2008 roku grał w pierwszoligowym Náutico Recife oraz drugoligowym ABC Natal.
Na początku 2010 został zawodnikiem União Rondonópolis, lecz jeszcze w tym samym roku zmienił klub na irański zespół Saba Kom. Po powrocie do Brazylii w 2011 Paulo Almeida występował w Goianésii EC i Rio Branco FC. Obecnie pozostaje bez klubu.

## Kariera reprezentacyjna
Paulo Almeida ma za sobą występy w reprezentacji Brazylii, z którą wystąpił na Złotym Pucharze CONCACAF 2003. W reprezentacji zadebiutował 13 lipca 2003 w przegranym 0-1 meczu z reprezentacją Meksyku. Ostatni raz wystąpił w reprezentacji 27 lipca 2003 również z Meksykiem w przegranym finale Złotego Pucharu CONCACAF.
W 2004 roku zaliczył 6 meczów w reprezentacji U-23 w przegranych eliminacjach olimpijskich.